# Wirtschaft der Niederlande
Die Wirtschaft der Niederlande konzentriert sich vorwiegend auf den sekundären (Industrie) und den tertiären (Dienstleistung) Wirtschaftssektor.
Die Kernelemente der niederländischen Wirtschaft sind traditionell Handel und Distribution. Fischerei und Seefahrt bilden die historische Grundlage für die Entwicklung des Außenhandels und der Industrie. Entsprechend seiner Geschichte als Handelsnation hat sich das Land zur Distributionsdrehscheibe Europas entwickelt. Die Niederlande sind seit 1952 Mitglied der Europäischen Union und gehören daneben der Benelux-Gemeinschaft, der NATO und den Vereinten Nationen an.
Die wirtschaftlichen Eckdaten aus 2023 sehen wie folgt aus:
- BIP (Bruttoinlandsprodukt): 1,2 Billionen US-Dollar[2]
- BIP pro Kopf: 64.829 US-Dollar[2]
- Wirtschaftswachstum: +0,1 Prozent
- Arbeitslosigkeit: 309.000 Arbeitslose = 3,3 Prozent (2021)[18]
- Inflationsrate: 4,1 Prozent

## Wirtschaftsgeographie
Die Niederlande sind eines der am dichtesten besiedelten Länder Europas. Die Bevölkerung konzentriert sich in der Randstad, dem Gebiet zwischen den westlichen Großstädten Amsterdam, Rotterdam, Utrecht und Den Haag. Die Voraussetzungen der Randstad als Motor für die niederländische Wirtschaft sind denkbar gut: Viele auf dem Seeweg angelieferte Waren werden über die beiden großen Häfen Rotterdam (Güterumschlag 2019: 469 Millionen Tonnen) und Amsterdam (Güterumschlag 2019: 105 Millionen Tonnen) in das europäische Hinterland transportiert. Gleichzeitig beheimatet die Hauptstadt Amsterdam mit dem Flughafen Schiphol auch einen der größten internationalen Flughäfen. 2009 war Schiphol mit einem Frachtaufkommen von ca. 1,3 Millionen Tonnen und 44 Millionen Passagieren der fünftgrößte Frachtflughafen Europas. Neben großen Warenumschlagplätzen verfügen die Niederlande über eine leistungsfähige Infrastruktur, hochqualifizierte Arbeitskräfte, unternehmerfreundliche Genehmigungsverfahren und günstige rechtliche Rahmenbedingungen.
| Rang | Provinz       | BIP in Mio. € | BIP/Kopf, KKS, (EU-27 = 100) | BIP/Kopf in € |
| ---- | ------------- | ------------- | ---------------------------- | ------------- |
| 01   | Noord-Holland | 00.166.941    | 170                          | 58.700        |
| 02   | Utrecht       | 00.071.522    | 159                          | 55.000        |
| 03   | Noord-Brabant | 00.116.090    | 132                          | 45.800        |
| –    | Niederlande   | 00.774.039    | 130                          | 44.900        |
| 04   | Zuid-Holland  | 00.163.805    | 128                          | 44.300        |
| 05   | Groningen     | 00.024.963    | 124                          | 42.800        |
| 06   | Limburg       | 00.044.503    | 115                          | 39.800        |
| 07   | Gelderland    | 00.078.265    | 110                          | 37.900        |
| 08   | Overijssel    | 00.043.219    | 108                          | 37.500        |
| 09   | Zeeland       | 00.013.579    | 102                          | 35.500        |
| –    | EU-27         | 13.483.857    | 100                          | 30.200        |
| 10   | Flevoland     | 00.014.010    | 098                          | 33.800        |
| 11   | Drenthe       | 00.015.090    | 089                          | 30.700        |
| 11   | Fryslân       | 00.019.837    | 089                          | 30.700        |

## Bedeutung der einzelnen Branchen

### Landwirtschaft
Der niederländische Agrarsektor ist stark mechanisiert und stark auf den Export ausgerichtet. Er beschäftigt etwa 4 % der niederländischen Arbeitskräfte und produziert große Überschüsse. Die Niederlande exportierten im Jahr 2020 Agrargüter im Wert von 95,6 Mrd. € (darunter Zierpflanzen (9,5 Mrd. €), Fleisch (8,7 Mrd. €), Milchprodukte und Eier (8,3 Mrd. €), Gemüse (7,1 Mrd. €) und Obst (7,0 Mrd. €)) und importierten Agrargütern (hauptsächlich Getreide und Früchte) für 67,1 Mrd. € - ein Überschuss von 27,4 Mrd. €. 26 Prozent der Exporte gingen nach Deutschland.
Intensivtierhaltung und Monokulturen sind die vorherrschenden Formen; beide gelten als umweltbelastend. Überdüngung belastet Grundwasser und Gewässer und erhöht die Menge der emittierten Treibhausgase. Auch leidet die Qualität vieler pflanzlichen Produkte durch die Auslaugung der Böden hinsichtlich Vitamin- und Nährstoffgehalt. Im Kabinett Rutte IV gibt es erstmals einen Minister (ohne Geschäftsbereich) für Natur und Stickstoff.
Die Niederlande sind einer der größten Exporteure von Schweinefleisch und nach den USA der zweitwichtigste Exporteur landwirtschaftlicher Produkte. Die landwirtschaftlich genutzten Flächen in den Niederlanden sind 50 % Weideland, 40 % mit Nutzpflanzen bebaut und ca. 10 % Schnittblumen-Produktionsfläche. Seit Anfang der 1970er Jahre wird etwas Weinbau betrieben.  

### Forstwirtschaft und Fischerei
Während die Fischerei nach wie vor einen hohen Stellenwert in der niederländischen Wirtschaft hat, ist Forstwirtschaft mangels Wäldern praktisch nicht vorhanden.

### Bergbau und Energie
Die Niederlande sind eigentlich ein rohstoffarmes Land, mit einer Ausnahme: Erdgas. Hiervon gibt bzw. gab es insgesamt ein beträchtliches Vorkommen: Das 1959 entdeckte Gasfeld in der Provinz Groningen zählte noch 2009 zu den zehn größten der Welt, allerdings galt es damals schon als zu zwei Dritteln ausgebeutet. Daneben gibt es noch weitere kleinere Vorkommen in den Niederlanden,  wo nach deren Entdeckung die Kohleproduktion eingestellt wurde. Rechnerisch reichten die 2017 bekannten niederländischen Erdgasvorräte noch dafür, das Land für 18 Jahre mit Gas zu versorgen. Im internationalen Vergleich der 2016 bekannten Erdgasvorkommen, geordnet nach den Gesamtreserven der Länder, lag das niederländische auf Platz 26, wobei es 0,5 % der weltweiten Erdgasbestände enthielt. Für Ende 2019 wurden die niederländischen Vorräte auf 0,1 % der weltweiten Reserven geschätzt, da das geschätzte Gesamtvorkommen zwischen 2009 und 2019 auf ein Sechstel gefallen war.
Das Land verfügt über ein einziges Kernkraftwerk (Kernkraftwerk Borssele, 482 MW). Ein Ausbau war geplant, wird aber von den beteiligten Unternehmen aus wirtschaftlichen Gründen nicht weiter verfolgt.
2024 lieferten Windenergieanlagen an Land 15 % des niederländischen Strombedarfs und offshore-Windkraft lieferte weitere 14 % des Bedarfs, so dass insgesamt 29 % des Strombedarfs der Niederlande durch Wind gedeckt wurde. Ende 2024 war die installierte Leistung der Windkraftanlagen an Land 6.968 MW und 4.738 MW im Meer, so dass die Gesamtleistung 11.706 MW war.
Ab den 1990er Jahren wurde die Windenergie im Energiesektor immer wichtiger. Bereits 2006 bzw. 2008 wurden die Offshore-Windparks Egmond aan Zee und Princess Amalia in Betrieb genommen, zwischen 2015 und 2017 die Offshore-Windparks Luchterduinen, Westermeerwind und Gemini. Gemini zählt mit 600 MW zu den größten Offshore-Windparks der Welt (siehe auch: Liste der Offshore-Windparks). Das gilt noch mehr für den Offshore-Windpark Borssele, der mit 752 MW seit November 2020 in Betrieb ist. Ende 2016 verfügte der Staat über eine installierte Windkraft-Leistung von 4.328 MW, womit das Land nach installierter Leistung weltweit auf Platz 16 lag. Ende 2019 waren es 4.600 MW, von denen sich 3.482 MW auf dem Festland befanden (onshore) und 1.118 MW ins Meer gebaut waren (offshore). Weitere Details der Entwicklung finden sich im Artikel Windenergie in den Niederlanden.

### Industrie
Die industrielle Produktion gewann in den Niederlanden erst nach dem Zweiten Weltkrieg an Bedeutung. Die Schwerindustrie erlangte in den Niederlanden nicht die wichtige Position, die sie in den europäischen Nachbarländern einnahm. Nach 1945 wuchs das produzierende Gewerbe rasant, besonders auf dem Gebiet der Chemie- und Elektronikindustrie. Weitere wichtige Sektoren waren Nahrungsmittel und Getränke, Tabakwaren, Baumaterialien, Schiffe, raffiniertes Erdöl, Gummi- und Kunststoffwaren sowie Druckereierzeugnisse.

### Bankwesen
Das Bankwesen ist ein wichtiger Teil der niederländischen Wirtschaft. Vor allem Amsterdam ist ein internationales Bankenzentrum.

#### Kapitalmarkt
Das Land führt mit der Amsterdamer Börse eine der ältesten und heute bedeutendsten Wertpapierbörsen der Welt. Der Leitindex der Volkswirtschaft ist der  AEX-Index. Der ihm nachstehende Index ist der AMX index für Nebenwerte und Mid-Caps.

### Tourismus
Die Niederlande sind ein attraktives Ausflugsziel. Hauptattraktionen sind die Windmühlen, die Blumenfelder, Museen und die Städte, besonders beliebt ist unter anderem Amsterdam. Jedes Jahr besuchen über 13 Millionen ausländische Touristen die Niederlande. 

## Infrastruktur
Die Niederlande verfügen über ein gut ausgebautes Straßennetz. So ist zum Beispiel das Autobahnnetz des Landes eines der dichtesten und am besten ausgebauten der Welt. Das gilt auch für das Schienennetz, welches flächendeckend vorhanden ist. Vor allem jedoch für die Schifffahrt sind die Niederlande sehr günstig. So liegt das Land erstens an mehreren großen Flussmündungen (Rhein oder Waal, Maas, Lek, Schelde) und hat außerdem ein gut ausgebautes Kanalnetz, welches auch von größeren Schiffen befahren werden kann. Für Straßenbahnen, Busse und einige regionale Bahnverbindungen besteht ein landesweites Zonentarifsystem (Nationale vervoerbewijzen NVB). Beim Personentransport spielt das Fahrrad, fiets genannt, eine wichtige Rolle. Das flache Land kommt diesem Umstand zugute.

## Außenhandel
Deutschland ist der wichtigste Handelspartner der Niederlande. Ungefähr ein Viertel des gesamten niederländischen Exports (inklusive Wiederausfuhr) geht in die Bundesrepublik. Die vermeintlich kleinen Niederlande stehen mit einem Warenumsatz von 233,6 Mrd. Euro (2022) im bilateralen Außenhandel hinter China und den Vereinigten Staaten an dritter Stelle der deutschen Partnerländer und an erster Stelle in Europa. Dieser teilt sich auf in 110,7 Mrd. Euro Export nach den Niederlanden und 122,9 Mrd. Euro Import aus den Niederlanden. Damit gilt die Bundesrepublik als wichtigster Exporteur Richtung Niederlande.
Die wirtschaftlichen Entwicklungen in Deutschland haben dementsprechend einen großen Einfluss auf die Niederlande. Der niederländische Export reagiert schnell auf Konjunkturschwankungen im Nachbarland.
Die Niederlande exportieren hauptsächlich Nahrungsmittel, Blumen, Maschinen, chemische Produkte und Erdgas. Importiert werden Obst und Getreide, Erdöl und Fahrzeuge. Die Niederlande haben 2016 eine positive Handelsbilanz, das heißt, der Export übersteigt den Wert der importierten Produkte um knapp 50 Mrd. Euro. 

## Kennzahlen
| Jahr                                    | 2010   | 2015   | 2016   | 2017   | 2018   | 2019   | 2020   | 2021   | 2022   | 2023   |
| --------------------------------------- | ------ | ------ | ------ | ------ | ------ | ------ | ------ | ------ | ------ | ------ |
| BIP in Mrd. USD (Kaufkraftparität)      | 781,8  | 887,4  | 917,6  | 960,0  | 1013,6 | 1081,4 | 1091,8 | 1215,4 | 1367,3 | 1417,5 |
| BIP pro Kopf in USD (Kaufkraftparität)  | 47.168 | 52.508 | 54.041 | 56.201 | 58.992 | 62.571 | 62.719 | 69.552 | 77.729 | 79.586 |
| BIP-Wachstum (real)                     | 1,3 %  | 2,1 %  | 2,4 %  | 2,8 %  | 2,3 %  | 2,3 %  | −3,9 % | 6,3 %  | 5,0 %  | 0,1 %  |
| Inflation (in Prozent)                  | 0,9 %  | 0,2 %  | 0,1 %  | 1,3 %  | 1,6 %  | 2,7 %  | 1,1 %  | 2,8 %  | 11,6 % | 4,1 %  |
| Staatsverschuldung (in Prozent des BIP) | 59 %   | 64 %   | 61 %   | 56 %   | 52 %   | 48 %   | 53 %   | 50 %   | 48 %   | 45 %   |

| in Mrd. US-Dollar und seine Veränderung gegenüber dem Vorjahr in Prozent | in Mrd. US-Dollar und seine Veränderung gegenüber dem Vorjahr in Prozent | in Mrd. US-Dollar und seine Veränderung gegenüber dem Vorjahr in Prozent | in Mrd. US-Dollar und seine Veränderung gegenüber dem Vorjahr in Prozent | in Mrd. US-Dollar und seine Veränderung gegenüber dem Vorjahr in Prozent | in Mrd. US-Dollar und seine Veränderung gegenüber dem Vorjahr in Prozent | in Mrd. US-Dollar und seine Veränderung gegenüber dem Vorjahr in Prozent |
| ------------------------------------------------------------------------ | ------------------------------------------------------------------------ | ------------------------------------------------------------------------ | ------------------------------------------------------------------------ | ------------------------------------------------------------------------ | ------------------------------------------------------------------------ | ------------------------------------------------------------------------ |
|                                                                          | 2019                                                                     | 2019                                                                     | 2020                                                                     | 2020                                                                     | 2021                                                                     | 2021                                                                     |
| Mrd. USD                                                                 | % gg. Vj.                                                                | Mrd. USD                                                                 | % gg. Vj.                                                                | Mrd. USD                                                                 | % gg. Vj.                                                                |                                                                          |
| Einfuhr                                                                  | 514,9                                                                    | −1,2                                                                     | 484,1                                                                    | −6,0                                                                     | 620,8                                                                    | +28,2                                                                    |
| Ausfuhr                                                                  | 576,8                                                                    | −1,9                                                                     | 551,4                                                                    | −4,4                                                                     | 691,8                                                                    | +25,5                                                                    |
| Saldo                                                                    | +61,9                                                                    |                                                                          | +67,3                                                                    |                                                                          | +71,0                                                                    |                                                                          |

| Export (in Prozent) nach | Export (in Prozent) nach | Import (in Prozent) von | Import (in Prozent) von |
| ------------------------ | ------------------------ | ----------------------- | ----------------------- |
| Deutschland              | 22,8                     | Deutschland             | 17,3                    |
| Belgien                  | 10,8                     | Volksrepublik China     | 10,2                    |
| Frankreich               | 08,1                     | Belgien                 | 09,9                    |
| Vereinigte Staaten       | 04,8                     | Vereinigte Staaten      | 07,6                    |
| Italien                  | 04,3                     | Frankreich              | 03,5                    |
| Spanien                  | 03,1                     | Russland                | 03,5                    |
| Polen                    | 03,1                     | Norwegen                | 02,9                    |
| sonstige Staaten         | 43,0                     | sonstige Staaten        | 45,1                    |